# Гілдейл (Юта)
Гілдейл (англ. Hildale) — місто (англ. city) в США, в окрузі Вашингтон штату Юта. Населення — 1127 осіб (2020).

## Географія
Гілдейл розташований за координатами 37°0′23″ пн. ш. 113°0′6″ зх. д. / 37.00639° пн. ш. 113.00167° зх. д. (37.006460, -113.001692).  За даними Бюро перепису населення США в 2010 році місто мало площу 7,61 км², уся площа — суходіл. В 2017 році площа становила 14,51 км², уся площа — суходіл.

## Демографія
Згідно з переписом 2010 року, у місті мешкало 2726 осіб у 262 домогосподарствах у складі 249 родин. Густота населення становила 358 осіб/км².  Було 285 помешкань (37/км²).
Расовий склад населення:
| - 99,2 % — білих - 0,1 % — корінних американців |

До двох чи більше рас належало 0,3 %. Частка іспаномовних становила 0,4 % від усіх жителів.
За віковим діапазоном населення розподілялося таким чином: 65,2 % — особи молодші 18 років, 33,0 % — особи у віці 18—64 років, 1,8 % — особи у віці 65 років та старші. Медіана віку мешканця становила 12,7 року. На 100 осіб жіночої статі у місті припадало 92,9 чоловіків;  на 100 жінок у віці від 18 років та старших — 68,3 чоловіків також старших 18 років.
Середній дохід на одне домашнє господарство  становив 52 480 доларів США (медіана — 45 375), а середній дохід на одну сім'ю — 53 798 доларів (медіана — 46 125). За межею бідності перебувало 32,3 % осіб, у тому числі 36,8 % дітей у віці до 18 років та 9,5 % осіб у віці 65 років та старших.
Цивільне працевлаштоване населення становило 611 осіб. Основні галузі зайнятості: будівництво — 34,7 %, виробництво — 20,0 %, освіта, охорона здоров'я та соціальна допомога — 15,2 %.